# Regierung Verhofstadt I
Die belgische Regierung Verhofstadt I war vom 12. Juli 1999 bis zum 12. Juli 2003 im Amt. Am 17. Juli 1999 sprach ihr die Abgeordnetenkammer das Vertrauen aus. Die Regierung bestand aus 15 Ministern (Premierminister einbegriffen) und drei Staatssekretären. Zudem wurden drei Regierungskommissare beauftragt.
Diese erste von Guy Verhofstadt (VLD) angeführte Regierung setzte sich aus flämischen und frankophonen Liberalen (VLD und PRL), Sozialisten (SP und PS) und Grünen (Agalev und Ecolo) zusammen. Sie erhielt den Namen „Regenbogen-Koalition“ (niederländisch regenboog, französisch arc-en-ciel) in Anlehnung an die Mischung zwischen blau, rot und grün (den Farben der bildenden Parteien).
Die Regierung Verhofstadt I war die Nachfolgerin der Regierung Dehaene II unter Jean-Luc Dehaene (CVP), die ihrerseits aus Christlichsozialen und Sozialisten zusammengestellt war. Besonders die Christlichsozialen wurden bei den Föderalwahlen vom 13. Juni 1999 abgestraft, unter anderem wegen der „Dutroux-Affäre“ (Pädophilieskandal) und der Dioxin-Krise (dioxinvergiftete Lebensmittel), und mussten somit zum ersten Mal seit 1958 wieder in die Opposition rücken.
Während ihrer Laufzeit erfuhr die Regierung einige Personaländerungen. So zogen Jaak Gabriëls und Rudy Demotte respektive in die Flämische Regierung und in die Regierung der Französischen Gemeinschaft, während zuerst Pierre Chevalier (gerichtliche Probleme in der Schweiz) und Magda Aelvoet (Protest gegen belgische Waffenlieferungen nach Nepal) vorzeitig ihren Rücktritt erklärten. Zwei Wochen vor den Neuwahlen traten zudem die beiden Vertreter der frankophonen Grünen von Ecolo, Isabelle Durant und Olivier Deleuze, geschlossen aus der Regierung zurück und ließen die Legislaturperiode mit einem Eklat enden. Der Grund hierfür waren Unstimmigkeiten über den Fluglinienplan, der gewisse Nachtflüge vom Flughafen Brüssel-Zaventem aus über die Stadt Brüssel führen sollte.
Bei den Wahlen vom 18. Mai 2003 verloren die Grünen zahlreiche Stimmen, während Liberale und Sozialisten alleine eine Mehrheit stellen konnten. Am 12. Juli 2003 wurde die Regierung Verhofstadt I durch die Regierung Verhofstadt II abgelöst.

## Zusammensetzung
| Minister | Name                                                                                  | Partei    |
| --- | ------------------------------------------------------------------------------------- | --------- |
| Premierminister | Guy Verhofstadt                                                                       | VLD       |
| Vizepremierministerin, Ministerin für Beschäftigung, Mobilität und Transportwesen bis 5. Mai 2003: Vizepremierministerin, Ministerin für Beschäftigung                                                                                          | Laurette Onkelinx                                                                     | PS        |
| Vizepremierminister, Minister für auswärtige Angelegenheiten | Louis Michel                                                                          | PRL       |
| Vizepremierminister, Minister für den Haushalt, für soziale Integration und Sozialwirtschaft | Johan Vande Lanotte                                                                   | SP        |
| Minister, dem Minister für wissenschaftliche Forschung beigeordnet bis 5. Mai 2003: Vizepremierministerin, Ministerin für Mobilität und Transportwesen                                                                                          | Yvan Ylieff bis 5. Mai 2003: Isabelle Durant                                          | PS Ecolo  |
| Minister für Verbraucherschutz, öffentliche Gesundheit und Umwelt | Jef Tavernier bis 28. August 2002: Magda Aelvoet                                      | Agalev    |
| Minister für Inneres | Antoine Duquesne                                                                      | PRL       |
| Minister für Soziales und Pensionen | Frank Vandenbroucke                                                                   | SP        |
| Minister für das öffentliche Amt und die Modernisierung der Verwaltung | Luc Van den Bossche                                                                   | SP        |
| Minister der Verteidigung | André Flahaut                                                                         | PS        |
| Ministerin für Landwirtschaft und dem Außenminister beigeordnet bis 10. Juli 2001: Minister für die Landwirtschaft und den Mittelstand | Annemie Neyts-Uyttebroeck bis 10. Juli 2001: Jaak Gabriëls                            | VLD       |
| Minister für Justiz | Marc Verwilghen                                                                       | VLD       |
| Minister für Finanzen | Didier Reynders                                                                       | PRL       |
| Minister für Telekommunikation, öffentliche Unternehmen und Beteiligungen und den Mittelstand bis 10. Juli 2001: Minister für Telekommunikation und öffentliche Unternehmen und Beteiligungen                                                   | Rik Daems                                                                             | VLD       |
| Minister für Wirtschaft und wissenschaftliche Forschung, beauftragt mit der Politik der Großstädte bis 8. April 2000: Minister für Wirtschaft und wissenschaftliche Forschung                                                                   | Charles Picqué bis 4. April 2000: Rudy Demotte                                        | PS        |
| Staatssekretäre | Name                                                                                  | Partei    |
| Staatssekretärin, dem Minister für äußere Angelegenheiten beigeordnet Amt am 10. Juli 2001 aufgelöst bis 11. Oktober 2000: Staatssekretär für Außenhandel                                                                                       | - bis 10. Juli 2001: Annemie Neyts-Uyttebroeck bis 11. Oktober 2000: Pierre Chevalier | - VLD     |
| Staatssekretär für Entwicklungszusammenarbeit | Eddy Boutmans                                                                         | Agalev    |
| Staatssekretär für Energie und nachhaltige Entwicklung, beauftragt mit der Vereinfachung der Steuerprozeduren und der Bekämpfung der Steuerhinterziehung im großen Stil bis 5. Mai 2003: Staatssekretär für Energie und nachhaltige Entwicklung | Alain Zenner bis 5. Mai 2003: Olivier Deleuze                                         | PRL Ecolo |
| Regierungskommissare | Name                                                                                  | Partei    |
| Regierungskommissarin, dem Minister für Soziales und Pensionen beigeordnet bis 19. Januar 2001: Regierungskommissar beauftragt mit der Dioxin-Problematik                                                                                       | Greet van Gool bis 19. Januar 2001: Freddy Willockx                                   | SP        |
| Regierungskommissar, dem Finanzminister beigeordnet Amt am 5. Mai 2003 aufgelöst bis 25. Oktober 2000: Regierungskommissarin beauftragt mit der Verwaltungsvereinfachung                                                                        | - bis 5. Mai 2003: Alain Zenner bis 25. Oktober 2000: Anne André-Léonard              | - PRL     |
| Regierungskommissar, dem Minister für wissenschaftliche Forschung beigeordnet Amt am 5. Mai 2003 aufgelöst bis 8. April 2000: Regierungskommissar beauftragt mit der Politik der Großstädte                                                     | - bis 5. Mai 2003: Yvan Ylieff bis 8. April 2000: Charles Picqué                      | - PS      |